# Zach Vincej
Zachary Laine Vincej (né le 1er mai 1991 à San Diego, Californie, États-Unis) est un joueur d'arrêt-court de la Ligue majeure de baseball.

## Carrière
En 2007 à l'âge de 16 ans, Zach Vincej, alors joueur de troisième but, est membre de l'Équipe junior des États-Unis qui remporte la médaille d'or du Championnat du monde de baseball jeune au Venezuela.
Joueur des Waves de l'université Pepperdine, Zach Vincej est choisi par les Reds de Cincinnati au 37e tour de sélection du repêchage amateur de 2012. Son passage à Pepperdine est couronné en 2012 par le prix Brooks Wallace remis annuellement au meilleur joueur d'arrêt-court collégial ou universitaire aux États-Unis.
Vincej fait ses débuts dans le baseball majeur le 1er septembre 2017 avec les Reds de Cincinnati.